# Ron van den Beuken
Ron van den Beuken (ur. 10 kwietnia 1970) – holenderski producent muzyczny, autor remiksów.
Karierę muzyczną rozpoczął w 2000 roku. Studiował w Conservatorium of Maastricht, w późniejszym okresie także jako student prawa. Po ukończeniu studiów dostał się na scenę muzyczną dzięki utworowi „Feel it” – utrzymał się on na liście przebojów w Holandii na pierwszym miejscu przez kilka tygodni. Jego kolejnym dziełem był „Keep it up”, który przez długi okres znajdował się na pierwszym miejscu na skandynawskich listach przebojów.
Po tym sukcesie zajął się kilkoma innymi projektami, tym razem związanymi z muzyką trance, pierwszym z nich był „Shane – Cest Muzique”. Następnie wyprodukował „The Mystery”, który cieszył się dużym zainteresowaniem wśród znanych DJ-ów, jak Dave Pearce (BBC Radio 1) i Johan Gielen. „The Mystery” został opublikowany w wielu krajach na całym świecie, a dzięki wielkiej popularności DJ-ów i klubów utwór zaowocował wieloma opłacalnymi kontraktami. Następnym przebojem stał się „Devotion”, wyprodukowany przy udziale takich DJ-ów, jak Paul van Dyk, Armin van Buuren, Johan Gielen, Blank & Jones, Judge Jules i innych.
W 2003 roku van den Beuken opublikował „Clokx”, który zajął dużo pierwszych pozycji na wielu listach przebojów oraz listę stu najlepiej sprzedających przebojów w Holandii. Wkrótce po tym opublikował „Timeless”, który okazał się być wielkim hitem w klubach w całej Europie oraz „Overdrive” i po raz kolejny miał dużo wsparcia ze strony DJ-ów takich jak: Tiesto, Marco V, Armin van Buuren – ten ostatni utwór również osiągnął pierwsze miejsce na większości list przebojów. Wkrótce później wyprodukował „Twister” wraz z wykonawcą Samem Sharpem, a niedługo po tym na życzenie DJ-a Randy Katana’y remiks „In Silence”.
Wkrótce po tym van den Beuken wyprodukował hit „Endless”, który zajął pierwsze miejsca na wszystkich listach przebojów oraz stał się najlepiej sprzedającym się singlem w Europie. Utworowi towarzyszył klip wideo nagrany w Polsce. Zaraz po „Endless” muzyk opublikował „Feelings”, który również dostał się do pierwszej setki na listach sprzedaży i pewnym stopniu stał się małym sukcesem komercyjnym dzięki wsparciu wielu znanych DJ-ów.
Po sukcesie „Feelings” van den Beuken opublikował „Sunset”, który okazał się jego największym przebojem, osiągając 22. pozycję na oficjalnej liście sprzedaży.
Wkrótce później opublikował „Tibet”, utwór, który zajął dostał się do pierwszej pięćdziesiątki na listach sprzedaży. Stworzył miks dla Ferry Corstena, zatytułowany „Fire”, realizował też zlecenia m.in. dla Fragma czy Blank&Jones.